# Hapanuwa
Hapanuwa fou la capital del regne de Kuwaliya, i probablement del regne reunificat de Mira i Kuwaliya, que hauria pogut ser l'actual Afyonkarahisar a la Turquia moderna.
Com que el rei de Kuwaliya era cunyat i aliat de Mursilis II, fou atacada per Arzawa, llavors en guerra contra els hitites, i encara que als annals no s'esmenta la seva sort, al cap de pocs mesos Arzawa va perdre la guerra i va desaparèixer com a regne. Va passar a domini directe hitita en temps de Mursilis III.